# Manabu Komatsubara
Manabu Komatsubara (jap. 小松原 学, Komatsubara Manabu; * 2. April 1981 in der Präfektur Gunma) ist ein ehemaliger japanischer Fußballspieler.

## Karriere
Komatsubara erlernte das Fußballspielen in der Jugendmannschaft von Bellmare Hiratsuka. Seinen ersten Vertrag unterschrieb er 1998 bei den Bellmare Hiratsuka (heute: Shonan Bellmare). Der Verein spielte in der höchsten Liga des Landes, der J1 League. Am Ende der Saison 1999 stieg der Verein in die J2 League ab. Für den Verein absolvierte er 53 Spiele. 2002 wechselte er zum Ligakonkurrenten Ventforet Kofu. Für den Verein absolvierte er acht Spiele. Danach spielte er bei den FC Horikoshi (2004–2005). Ende 2005 beendete er seine Karriere als Fußballspieler.